# Чета на Хаджи Димитър и Стефан Караджа
Четата на Хаджи Димитър и Стефан Караджа е българска чета, формирана през 1868 година и влязла в подвластните на Османската империя български земи през 1868 година в опит за вдигане на общонародно въстание. Четата представлява обединение на двете отделни чети на българските хайдути Хаджи Димитър и Стефан Караджа. Подготовката на четата се провежда край Бързау, Румъния.

## Боен път
След преминалото обучение на четниците, четата тръгва от румънското село Петрушан, преминава Дунава през нощта на 6 срещу 7 юли 1868 г. и навлиза в България. Преминаването на Дунава се осъществява край село Вардим, при местността Янково гърло, недалеч от устието на р. Янтра. Тъй като още при дебаркирането са забелязани от турски патрул, войводите провеждат военен съвет, на който е решено да не се обявява въстание, а да се прекъсне телеграфа между Русе и Свищов и възможно най-бързо да се достигне Балкана. След това четата се отправя към с.Сяръ Яр, където престоява известно време и се снабдява с коне и каруци.
Още същия ден четата е застигната от турска потеря от приблизително 1000 души башибозук и е принудена да заеме позиции в лозята на с. Караисен. Отбранявайки се организирано, четниците отблъскват всички атаки, като дават няколко жертви, сред които Арсо Мартинов и Александър Василев. След смрачаване, отрядът обхожда турските позиции и продължава на юг.
Сутринта на 8 юли решават да се скрият за почивка в Карапановата горичка до с. Горна Липница, но са открити и, без да успеят да починат, отново трябва да приемат боя. След няколко часово сражение пристигат и турски подкрепления от редовни части, които предприемат опит да обкръжат четата. С точна стрелба атаките са отбити и през нощта отрядът продължава пътя си към Балкана. В това сражение пада убит един четник – Пеню Хаджипенев (Тошооглу).
Избират направление западно от с. Бяла черква и прекосяват р. Росица, но не успяват да се откъснат от противника. Вместо това, на 9 юли, близо до с. Вишовград, Търновско, четата се сблъсква с 4000 редовна войска. в местността Дълги дол и отново е принудена да влезе в бой. За трите дни марш от Дунава към Балкана това е трето сражение без никакъв отдих. Редовните турски части атакуват фронтално четническите позиции, на моменти се стига до ръкопашен бой с многочисления враг и броят на боеспособните четници намалява до 85 души. Дочакала нощта, четата се изтегля на север и с обходен маньовър поема към планините, но не успява да скрие следите си.
Четвъртото сражение е при с. Канлъдере на 10 юли, където отрядът попада под кръстосания противников огън и е обстрелян от две страни. Лошата позиция принуждава войводите да заповядат фронтална атака на една височина. Знаменосецът Георги Чернев е убит, а освен това турците, макар и с цената на големи загуби, успяват да заловят ранения на няколко места Стефан Караджа. Мястото на убития знаменосец се заема от Христо Македонски, височината е овладяна и от тази позиция боят продължава до късния следобед. Четниците са намалели наполовина, има и много ранени. С падането на нощта те продължават към Балкана и този път успяват да се откъснат от преследвачите.
На 13 юли достигат до с. Дебел дял, западно от Габрово, където оставят ранените. Останалите успяват да достигнат Стара планина, като група от 14 – 15 души изостава и се отделя. Последните тридесетина души, начело с Хаджи Димитър на 18 юли 1868 г. стигат връх Бузлуджа, където са обградени от редовни и нередовни турски части в състав около 700 души. Сражението продължава повече от три часа, на остатъците от четата са нанесени тежки загуби. Някои учени считат, че в яростния бой е убит и Хаджи Димитър. Оцелелите десетина четници правят опит да пробият кордона на турските войски, но от тях се измъкват само няколко души. Войводата Стефан Караджа умира на 31 юли от раните си в затвора.
Според някои изследователи обаче, Хаджи Димитър е само тежко ранен на Бузлуджа и изведен от боя от трима свои четници, като за три денонощия е отнесен на връх Кадрафил, в Сърнена Средна гора, близо до днешното село Свежен (тогава Аджар). Там, въпреки грижите на местни пастири, Хаджи Димитър починал от раните си около 5 август/17 август 1868 г. Погребан е на същото място. Дванадесет години по-късно, през ноември 1880, костите са препогребани тържествено в двора на църквата „Св. св. Петър и Павел“ в с. Аджар от пловдивския викарен Епископ Гервасий Левкийски (по-късно, Митрополит Сливенски). Малко по-късно майката на Хаджи Димитър прибира тези кости и те са препогребани в църквата „Св. Николай Чудотворец“ в кв. Клуцохор в Сливен. През 1970 г. във връзка с цялостно преустройство на къщата музей „Хаджи Димитър“ и възстановяването на съборените сгради костите са предадени в Регионалния исторически музей в Сливен.

## Списък на четниците
Броят на четниците варира, като Захари Стоянов споменава 125, а Христо Македонски – 128.
| Зина Маркова | Захарий Стоянов | Христо Македонски |
| ------------ | --------------- | ----------------- |

| Име                                                 | Родно място                          | Години | Име                       | От            | Име                                       | От            |
| --------------------------------------------------- | ------------------------------------ | ------ | ------------------------- | ------------- | ----------------------------------------- | ------------- |
| Александър Василев Читаклиев                        | Плоещ                                | 20     | Александър Василев        | Плоещ         | Александър Василев                        | Плоещ         |
| Ангел Тихов Обретенов                               | Русе                                 | 28     | Ангел Тихов Обретенов     | Русчук        | Ангел Т. Обретенов                        | Русчук        |
| Андон Пейов                                         | Дряново                              | 29     | Андон Пейов               | Дряново       | Андон Пейов                               | Дряново       |
| Андрей Марков                                       | Шумен                                | 27     | Андрей Марков             | Шумен         | Андрей Марков                             | Шумен         |
| Антон Стоянов                                       | Куманово                             | 24     | Антон Стоянов             | Куманово      | Антон Стоянов                             | Куманово      |
| Арсени (Арсо) Мартинов                              | Велес                                | 25     | Арсений Мартинов          | Велешко       | Арсений Мартинов                          | Велешко       |
| Атанас (Танас) Ганчев                               | Търново                              | 20     | Танас Ганчев              | Търново       | Танас Ганчев                              | Търново       |
| Атанас (Танас) Д. Боздугански                       | Русе                                 | 32     | Танас Д. Боздугански      | Русчук        | Танас Д. Боздогански                      | Русчук        |
| Атанас (Танас, Ачо) Лилов Пиперков                  | Сопот                                | 19     | Танас Лилов               | Сопот         | Танас Лилов/Ачо Пиперков                  | Сопот         |
| Божил Димитров                                      | Куманово                             | ?      | Божил Димитров            | Куманово      | Божил Димитров                            | Куманово      |
| Божин                                               | Лом                                  | ?      | -                         | -             | Божин                                     | Лом           |
| Васил Пенчов (Орханлията)                           | Правец                               | 29     | Васил Пенчов              | Правец        | Васил Пенчов                              | Правец        |
| Васил Рахнев                                        | Градец                               | 27     | Васил Рахнев              | Градец        | В. Р.                                     | -             |
| Велико Николов                                      | Котел                                | 21     | Велико Николов            | Котел         | Велико Николов                            | Котел         |
| Велко Кръстьовски                                   | Махалата                             | 23     | Велко Кръстьовски         | Махалата      | Велко Кръстьовски                         | Махалата      |
| Ганчо Стоянов                                       | Сопот                                | 35     | Ганчо Стоянов             | Сопот         | Ганчо Стоянов                             | Сопот         |
| Георги Кочев                                        | Кучово село                          | 21     | Георги Кочев              | Кучово село   | Георги Кочев                              | Кучово село   |
| Георги Кръстев                                      | Куманово                             | ?      | -                         | -             | Георги Кръстев                            | Куманово      |
| Георги Пенчев                                       | Ески Заара                           | 22     | Георги Пенчев             | Стара Загора  | Георги Пенчев                             | Стара Загора  |
| Георги Петров Кавлаков                              | Сливен                               | 21     | Георги Н. Кавлак          | Сливен        | Георги Н. Кавлак                          | Сливен        |
| Георги Стоянов                                      | Пазарджик                            | 23     | Георги Стоянов            | Пазарджик (?) | Георги Стоянов                            | Пазарджик     |
| Георги Христов (Палеоглу)                           | Търново                              | 22     | Георги Христов (Палеоглу) | Търново       | Георги Христов (Палеоглу)                 | Търново       |
| Георги Хаджииванов                                  | Турия                                | 27     | х. Георги х.Иванов        | Тулча         | х. Георги х. Иванов                       | Тулча         |
| Георги Чернев                                       | Търново                              | 31     | Георги Чернев             | Търново       | Георги Чернев                             | Търново       |
| Господин Куманов                                    | Тулча                                | 22     | Господин Куманов          | Тулча         | Господин Куманов                          | Тулча         |
| Димитър Иванов Мънзов                               | Лясковец                             | 26     | Димитър Н. Мънзов         | Браила        | Димитър Н. Мънзов                         | Браила        |
| Димитър Илиев                                       | Търново                              | 25     | Димитър Илиев             | Търново       | Димитър Илиев                             | Търново       |
| Димитър Момчилов                                    | Русе                                 | 20     | Димитър Момчилов          | Русчук        | Димитър Момчилов                          | Русчук        |
| Димитър Николов Стойнов (Заралията, Коджа Ибрахим)  | Карабурун                            | 35     | Димитър Н. Захаралията    | Черни нос     | Димитър Н. Захарлията                     | Черни нос     |
| Димитър П. Николов                                  | Калофер                              | 22     | Димитър П. Николов        | Калофер       | Димитър П. Николов                        | Калофер       |
| Димитър Сирака                                      | Самоков                              | ?      | -                         | -             | -                                         | -             |
| Димитър Стефанов                                    | Калофер                              | 21     | Димитър Стефанов          | Калофер       | Димитър Стефанов                          | Калофер       |
| Димитър Стоянов Братоев                             | Церова кория                         | 30     | Димитър Стоянов           | Церова кория  | Димитър Стоянов                           | Церова кория  |
| Димитър Ценов                                       | Видин                                | 28     | Димитър Ценов             | Видин         | Димитър Ценов                             | Видин         |
| Димитър Хаджиатанасов                               | Тулча                                | 27     | -                         | -             | Хаджи Димитър х. Атанасов                 | Тулча         |
| Димитър Хаджиниколов Асенов                         | Сливен                               | 28     | Хаджи Димитър Асенов      | Сливен        | Хаджи Димитър Асенов                      | Сливен        |
| Добри Тръбача                                       | Чирпанско, Кучево село или Дивдядово | ?      | -                         | -             | Добри Тръбача                             | Чирпанско     |
| Дончо (Тончо) Стоянов Загоров (Бабадаглията)        | Ески Заара                           | 28     | Тончо Стоянов             | Стара Загора  | Тончо Стоянов                             | Стара Загора  |
| Дочо Колев                                          | Ески Заара                           | 30     | Дочо Колев                | Стара Загора  | Дочо Колев                                | Стара Загора  |
| Еремия Петров Българов                              | Медковец                             | 32     | Еремия Българов           | Лом           | Еремия П. Българов                        | Лом паланка   |
| Златю Пенев Ошански                                 | Ошаните                              | 22     | Златю Пеушански           | Трявна        | Златю Пеушански                           | Трявна        |
| Иван Дружанов                                       | Котел                                | 34     | Иван Дружанов             | Котел         | Иван Дружанов                             | Котел         |
| Иван Иванов (Качето)                                | Търново                              | 26     | Иван Иванов               | Търново       | Иван Иванов                               | Търново       |
| Иван Иванов Пеев (Узуна, Дългия)                    | Казанлък                             | 27     | Иван Пеев                 | Казанлък      | Иван Пеев                                 | Казанлък      |
| Иван Пейов                                          | Правец                               | 25     | -                         | -             | Иван Пейов                                | Орханийско    |
| Иван (Ванката) Попхристов Райчев                    | Габрово                              | 24     | Иванчо Христович          | Габрово       | Иванчо (Ванката) Христович                | Габрово       |
| Иван Симеонов Сивов                                 | Котел                                | 20     | Иван Симеонов             | Котел         | Иван Симеонов                             | Котел         |
| Иван Тотев                                          | Казанлък                             | 29     | Иван Тотев                | Казанлък      | Иван Тотев                                | Казанлък      |
| Илия Димов                                          | Габрово                              | 24     | Илия Димов                | Габрово       | Илия Димов                                | Габрово       |
| Илия Дойчов Николов                                 | Никополско                           | ?      | -                         | -             | Илия Дойнов                               | Никополско    |
| Илия Линков Тодоров                                 | Горна Студена                        | ?      | -                         | -             | -                                         | -             |
| Йонко (Цанко) Балкански                             | Етъра                                | 28     | Цонко Балкански           | Габрово       | Цанко Балкански                           | Габрово       |
| Калчо Георгиев                                      | Шипка                                | 25/45  | Калчо Георгев             | Шипка         | Калчо Георгиев                            | Шипка         |
| Киро Илиев                                          | Митиризово                           | 28     | Киро Илиев                | Метиризово    | Киро Илиев                                | Метиризово    |
| Колю Мартинов                                       | Казанлък                             | 25     | Колю Мартинов             | Казанлък      | Колю Мартинов                             | Казанлък      |
| Коста Ефтимов (Наполеон)                            | Габрово                              | 34     | Коста Евтимов             | Габрово       | Коста Ефтимов                             | Габрово       |
| Кръстю Велев                                        | Пловдив                              | 26     | Кръстю Велев              | Пловдив       | Кръстю Велев                              | Пловдив       |
| Кръстю Минков                                       | Долно Сахране                        | 19     | Кръстю Минков             | Казанлък      | Кръстю Минков                             | Казанлък      |
| Курти Петков                                        | Видин                                | 27     | Курти Петков              | Видин         | Курти Иванов                              | Видин         |
| Манол Наков                                         | Долни Тодорак                        | ?      | -                         | -             | Манол Наков                               | Долни Тодорак |
| Марин Вичев Чочев                                   | Преслав                              | ?      | -                         | -             | -                                         | -             |
| Марин Начев                                         | Ески Заара                           | 23     | Марин Начев               | Железник      | Мартин Начев                              | Железник      |
| Марин Нейков Кабакчиев                              | Свищов                               | 28     | Марин Николов             | Свищов        | Марин Николов                             | Свищов        |
| Минчо Димитров Венков (Зограф)                      | Трявна                               | 20     | Минчо Димитров            | Трявна        | Минчо Димитров                            | Трявна        |
| Михаил Юрданов                                      | Елена                                | 23     | Михаил Юрданов            | Елена         | Михаил Юрданов                            | Елена         |
| Найден Василев                                      | Копривщица                           | 22     | Найден Василев            | Копривщица    | Найден Василев                            | Копривщица    |
| Начо Димитров                                       | Димотика                             | 30     | Начо Димитров             | Димотика      | Начо Димитров                             | Димотика      |
| Недялко Григоров                                    | Копривщица                           | 22     | Недялко Григоров          | Копривщица    | Недялко Григоров                          | Копривщица    |
| Нено Мартинов (Хайдут Нено)                         | Кочмаларе                            | 21     | Нено Маринов              | Кочмаларе     | Нено Маринов                              | Кочмалари     |
| Нено Спиров                                         | Воден                                | 19     | Нено Спиров               | Воден         | Нено Спиров                               | Воден         |
| Никола Валев                                        | Ески Заара                           | 28     | Никола Валев              | Стара Загора  | Никола Валев                              | Стара Загора  |
| Никола Георгиев                                     | Търново                              | 22     | Никола Георгев            | Търново       | Никола Георгиев                           | Търново       |
| Никола Георгиев Красналиев                          | Красен                               | 20     | Никола Г. Красналъ        | Русчук        | Никола Г. Красналъ                        | Русчук        |
| Никола Дочев                                        | Тетевен                              | 28     | Никола Дочев              | Тетевен       | Никола Дочев                              | Тетевен       |
| Никола Иванов                                       | Прилеп                               | 22     | Никола Иванов             | Прилеп        | Никола Иванов                             | Прилеп        |
| Никола Ненов                                        | Плевен                               | 20     | Никола Ненов              | Плевен        | Никола Ненов                              | Плевен        |
| Никола Савов                                        | Петково                              | 28     | Никола Савов              | Ахърчелеби    | Никола Савов                              | Ахъ-Челеби    |
| Никола Стоянов                                      | Чаиркьой                             | 25     | Никола Стоянов            | Чаиркьой      | Никола Стоянов                            | Чаир-Кьой     |
| Пеню Хаджипенев (Тошооглу)                          | Ески Заара                           | 27     | Паню х.Пенев              | Стара Загора  | Паню х. Пенев                             | Стара Загора  |
| Пенчо Попов                                         | Килифарево                           | 28     | Пенчо Попов               | Килифарево    | Пенчо Попов                               | Килифарево    |
| Пенчо Стайнов                                       | Търново                              | 28     | Пенчо Стайнов             | Търново       | Пенчо Стайнов                             | Търново       |
| Пенчо Стоянов                                       | Панагюрище                           | 28     | Пенчо Стоянов             | Панагюрище    | Пенчо Стоянов                             | Панагюрище    |
| Петко Димитров                                      | Ловеч                                | 30     | Петко Димитров            | Ловеч         | Петко Димитров                            | Ловеч         |
| Петко Луканов Петков                                | Ловеч                                | 30     | -                         | -             | -                                         | -             |
| Петър Вълчев                                        | Русе                                 | 24     | Петър Вълчев              | Русчук        | Петър Вълчев                              | Русчук        |
| Петър Кънчев (Златарчето)                           | Търново                              | 33     | Петър Кънчев              | Търново       | Петър Кънчев                              | Търново       |
| Петър Наков                                         | Разград                              | 28     | Петър Наков               | Разград       | Петър Наков                               | Разград       |
| Петър Сивков                                        | Котел                                | 20     | Петър Сивков              | Котел         | Петър Сивков                              | Котел         |
| Петър Стоянов Цонев Царя                            | Шубеци                               | 33     | -                         | -             | -                                         | -             |
| Петър Тихов Обретенов                               | Русе                                 | 26     | Петър Тихов Обретенов     | Русчук        | Петър Т. Обретенов                        | Русчук        |
| Петър Тодоров                                       | Сливен                               | 21     | Петър Тодоров             | Сливен        | Петър Тодоров                             | Сливен        |
| Първо Трифонов                                      | Прогорелец                           | 28     | Първо Трифонов            | Прогорелец    | Първо Трифонов                            | Проговолец    |
| Райчо Сивков                                        | Котел                                | 22     | Райчо Сивков              | Котел         | Райчо Сивков                              | Котел         |
| Сава Генчов Силов                                   | Ески Заара                           | 28     | -                         | -             | -                                         | -             |
| Сава Кънчев                                         | Търново                              | 20     | Сава Кънчев               | Търново       | Сава Кънчев                               | Търново       |
| Симеон Кръстев                                      | Етрополе                             | 20     | Симеон Кръстев            | Етрополе      | Симеон Кръстев                            | Етрополе      |
| Симеон Милков                                       | Беброво                              | 22     | Симеон Милков             | Беброво       | Симеон Милков                             | Беброво       |
| Симеон Радев                                        | Черна                                | 21     | Симеон Радев              | Черна         | Симеон Радев                              | Черна         |
| Сотир Пейов                                         | Велес                                | 21     | Сотир Пейов               | Велес         | Сотир Пейов                               | Велес         |
| Спас Ненов                                          | Копривщица                           | 20     | Спас Ненов                | Копривщица    | Спас Ненов                                | Копривщица    |
| Спиро Иванов Джеров Македонски                      | Битоля                               | 32     | Спиро Георгев             | Битоля        | Спиро Джеров                              | Битоля        |
| Станчо Николов                                      | Казанлък                             | 24     | Станчо Николов            | Казанлък      | Станчо Николов                            | Казанлък      |
| Станю Стоянов                                       | Лясковец                             | 21     | Станю Стоянов             | Лясковец      | Станю Стоянов                             | Лясковец      |
| Стефан Билчев Мешов (Попа)                          | Русе                                 | 28     | Стефан п.Мешов            | Русчук        | Стефан П. Мешков                          | Русчук        |
| Стефан Господинов Топтанджиев (Хитрия)              | Сливен                               | 27     | С. Господинов (Хитрият)   | Сливен        | С. Господинов (Хитрия)/Стефан Топтанджиев | Сливен        |
| Стефан Дянков Орешков                               | Шипка                                | 22     | Стефан Данков             | Шипка         | Стефан Данков                             | Шипка         |
| Стефан Иванов (Калцун)                              | Габрово                              | 28     | Стефан Иванов (Калцун)    | Габрово       | Стефан Иванов (Калцун)                    | Габрово       |
| Стефан Панев                                        | Казанлък                             | 28     | Стефан Панев              | Казанлък      | Стефан Панев                              | Казанлък      |
| Стефан Тодоров Димов (Караджата)                    | Ичме                                 | 28     | Стефан Караджа            | Тулча         | Стефан Караджа                            | Тулча         |
| Стоян Илиев Михов                                   | Летница                              | ?      | -                         | -             | -                                         | -             |
| Стоян Пенчов                                        | Габрово                              | 19     | Стоян Пенчов              | Габрово       | Стоян Пенчов                              | Габрово       |
| Тодор Петков                                        | Троян                                | 19     | Тодор Петков              | Троян         | Тодор Петков                              | Троян         |
| Тодор Симеонов Раховлията                           | Галиче                               | ?      | Тодор Симеонов            | Оряхово       | Тодор Симеонов                            | Оряхово       |
| Тодор Стойнов                                       | Пловдив                              | 32     | Тодор Стойнов             | Пловдив       | Тодор Стойнов                             | Пловдив       |
| Тодор Хаджиниколов Асенов                           | Сливен                               | 25     | Тодор х. Н. Асенов        | Сливен        | Тодор х. Н. Асенов                        | Сливен        |
| Филип Димитров                                      | Куманово                             | 23     | Филип Димитров            | Куманово      | Филип Димитров                            | Куманово      |
| Филип Петров                                        | Копривщица                           | 27     | Филип Петров              | Копривщица    | Филип Петров                              | Копривщица    |
| Христо Вълчанов                                     | Котел                                | 30     | Христо Вълчанов           | Котел         | Христо Вълчанов                           | Котел         |
| Христо Костов Ахчийски (Ахчиоглу)                   | Калофер                              | 35     | Христо К.Ахчиолу          | Калофер       | Христо К. Ахчиоглу                        | Калофер       |
| Христо Милев Янъков                                 | Казанлък                             | 28     | Христо Милов              | Казанлък      | Христо Милев                              | Казанлък      |
| Христо Митев                                        | Калофер                              | 25     | Христо Митев              | Калофер       | Христо Митев                              | Калофер       |
| Христо Николов Македонски                           | Горни Тодорак                        | 33     | Христо Николов            | Кукуш         | Христо Николов Македонски                 | Горни Тодорак |
| Христо Николов Патрев (Шипкалийчето)                | Шипка                                | 19     | Христо Николов            | Шипка         | Христо Николов                            | Шипка         |
| Христо Петков Ботев (Ганчович, Генчович, Дряновски) | Ганчовец                             | 29     | Христо П.Генчович         | Дряново       | Христо П. Генчович                        | Дряново       |
| Христо Станчев                                      | Шумен                                | 32     | Христо Станчев            | Шумен         | Христо Станчев                            | Шумен         |